# John Hogg
John Joseph Hogg (sinh ngày 19 tháng 3 năm 1949) là một cựu chính trị gia người Úc, là thành viên của Thượng viện Úc đại diện cho bang Queensland từ tháng 7 năm 1996 đến tháng 6 năm 2014, đại diện cho Công đảng Úc. Ông được bầu làm Chủ tịch thứ 23 của Thượng viện vào ngày 26 tháng 8 năm 2008.
Hogg sinh tại Brisbane, cha mẹ ông là Francis Patrick và Catherine Frances Hogg. Ông theo học trường Cao đẳng St Joseph, Gregory Terrace và sau đó là Đại học Queensland, nơi ông tốt nghiệp Cử nhân Khoa học. Sau đó ông đã có bằng sư phạm tiểu học tại Kedron Park Teachers College, nay là một phần của Đại học Công nghệ Queensland, và ông đã dạy ở cả hai trường tiểu học và trung học. Ông là quan chức của Hiệp hội Nhân viên Cửa hàng, Phân phối và Đồng minh (SDA) từ năm 1976 đến năm 1996. Năm 1978, ông kết hôn với Susan Mary Lynch, và sau đó đã có hai con gái và một đứa con trai.
Hogg gia nhập ALP năm 1976 và trở thành thành viên tích cực trong tổ chức, tham dự Hội nghị bang Queensland với tư cách là đại biểu năm 1981 và Hội nghị quốc gia năm 1984. Ông trở thành thành viên của Ủy ban hành chính ALP năm 1982 và cuối cùng là đại diện của quốc gia. Điều hành. Ông tiếp tục gia tăng trong đảng, cuối cùng trở thành Chủ tịch Ủy ban Chính sách Quốc gia ALP (Chính phủ) vào năm 1991. Ông được chọn là ứng cử viên đầu tiên trên vé ALP cho Thượng viện Queensland để thay thế Gerry Jones nghỉ hưu vào năm 1996. Một thành viên của phe Công đảng cánh hữu, ông đã đánh bại ứng viên xã hội chủ nghĩa Jeff Slowgrove 76 đến 72. Ông được bầu và nhậm chức làm Thượng nghị sĩ ngày 1 tháng 7 năm 1996. Tháng 8 năm 2002 Hogg được bầu làm Phó Chủ tịch và Chủ tịch Ủy ban. Sau khi ALP thắng chính phủ năm 2007, Hogg được bầu để thay thế Alan Ferguson làm Chủ tịch Thượng viện.
Vào ngày 10 tháng 8 năm 2012, Thượng nghị sĩ Hogg nói rằng ông sẽ nghỉ hưu khỏi chính trị vào cuối nhiệm kỳ của mình. Ông không tranh cử cuộc bầu cử liên bang năm 2013. Nhiệm kỳ của John Hogg là Thượng nghị sĩ và Thượng viện đã hết hạn vào ngày 30 tháng 6 năm 2014.